# William W. Stickney

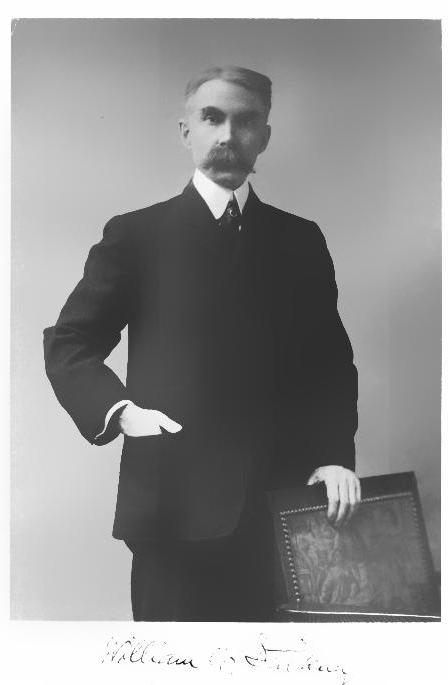
William W. Stickney

William Wallace Stickney, född 21 mars 1853 i Plymouth, Vermont, död 15 december 1932 i Sarasota, Florida, var en amerikansk republikansk politiker. Han var guvernör i delstaten Vermont 1900–1902.
Stickney gick i skola i Phillips Exeter Academy och studerade sedan juridik. I Vermont gjorde han karriär som advokat, bankdirektör och ämbetsman.
Stickney efterträdde 1900 Edward Curtis Smith som guvernör i Vermont och efterträddes 1902 av John G. McCullough. Under Stickneys ämbetsperiod godkändes en lag som fastställde gränsen mellan Massachusetts och Vermont.
Stickney stödde Calvin Coolidge i presidentvalet i USA 1924 och var en av delegaterna till republikanernas konvent det året. Stickney avled 1932 i Florida och gravsattes på Pleasant View Cemetery i Windsor County, Vermont.